# 山口重政
山口 重政（やまぐち しげまさ）は、安土桃山時代から江戸時代前期にかけての武将・大名。尾張国星崎城主。常陸国牛久藩の初代藩主。家紋は大内菱。

## 生涯
姓は多々良氏。山口氏は室町時代から戦国時代にかけて西国の有力大名として名を馳せた大内氏の庶流。尾張に住し織田氏の家臣となった。
永禄7年（1564年）、山口盛政の長男として尾張にて誕生。尾張寺部城主・山口重勝の養子となった。
当初は織田信雄の家臣・佐久間正勝に仕え、天正12年（1584年）の小牧・長久手の戦いでは織田・徳川連合軍の一員として、尾張下市場城・前田城・蟹江城が次々に落とされる中大野城を死守して豊臣秀吉方の滝川一益と戦った（蟹江城合戦）。天正14年（1586年）、家督を相続した。
天正18年（1590年）、主君・織田信雄が豊臣秀吉の駿河国転封を拒否して改易となったため、信雄に従って下野国にまで従う。その後、徳川秀忠の家臣となり、5000石を賜った。 慶長5年（1600年）の関ヶ原の戦いでは、秀忠軍に従って真田昌幸が守る信濃国上田城攻撃に参加する。その戦功により戦後、常陸牛久1万石の大名となり、慶長11年に大番頭に任じられた。
しかし、慶長18年（1613年）に大久保忠隣の養女と嫡男・重信が勝手に縁組したことを咎められて改易された上、武蔵国の龍穏寺に蟄居させられた。蟄居後も重政の山口家再興にかける執念は凄まじく、翌年に大坂の陣が始まると、徳川家康に対して「自らが豊臣氏に与した後、豊臣秀頼を暗殺するので、その代償として御家再興を許してほしい」とまで進言している。しかし、これは家康によって拒絶された。慶長20年（1615年）の夏の陣では、井伊直孝軍に属して若江の戦いで奮戦するが、前に出過ぎたため長男・重信は木村重成に討ち取られ、弟・重克も戦死した。
後年それらの戦功により、寛永5年（1628年）、常陸牛久で1万5000石の大名に返り咲いた上、奏者番に任じられた。このとき木村重成の子孫は牛久藩に召抱えられたとする伝説がある。寛永12年（1635年）9月19日に死去した。享年72。
子孫は牛久藩として続く他、水戸藩の家臣として続く者もあった。
なお、牛久山口氏は「弘」を通字として使うが、若江の戦いにおいて井伊勢との戦いで戦死した木村重成の妹婿・山口弘定と、関ヶ原の戦いの際に加賀国大聖寺城で戦死したその兄の右京亮山口修弘も『弘』を名前に含んでいる。彼らが同族であった場合、木村重成とは間接的に姻戚であったことになる。

## 人物
江戸幕府における百人組の一つ・根来組の鉄砲師範には牛久藩主、山口重政が任ぜられていると伝わる。

## 系譜
父母
- 山口盛政（実父）
- 岡部正房の娘（実母）
- 山口重勝（養父）

正室
- 小坂於奈 ー 小坂雄吉の娘

子女
- 山口重信（次男）生母は於奈（正室）
- 山口重長（三男）
- 山口弘隆（四男）生母は於奈（正室）
- 山口重恒（五男）

養女
- 成瀬正武正室
- 高木正成正室